# آن‌ها هیچ‌کس را دوست ندارند
آن‌ها هیچ‌کس را دوست ندارند فیلمی به کارگردانی جعفر سیمایی و نویسندگی مجتبی اقدامی ساخته‌شده در سال ۱۳۷۲  با بازی حامد اکرمیه است.

## خلاصه داستان
«فرهاد» جوان فریب خورده‌ای است که مأموریت دارد شخصی را ترور کند. او پس از ورود به ایران و تماس با تشکیلات، با «شمس» پرستار شخص مورد نظر آشنا می‌شود و به مرور درمی‌یابد که هدف، یکی از دانشمندان اتمی ایران است. «فرهاد» که به ماهیت تشکیلات و فریبکاری آنها پی برده‌است از انجام مأموریت سرباز می‌زند. حال تشکیلات در پی آن است که خود او را نیز از بین ببرد. اما در نهایت این نیروهای امنیتی و انتظامی هستند که موفق می‌شوند تشکیلات را به کلی متلاشی کنند.

## بازیگران
- امین تارخ
- رؤیا نونهالی
- عبدالرضا اکبری
- رضا صفایی پور
- نرسی کرکیا
- رقیه چهره‌آزاد
- قدرت‌الله پدیدار
- سلیم رسولی
- علی محمد شاملو
- حمید نوری
- مصطفی کریم‌قصاب
- حمید کلانی
- شهریار تیمورپور
- محمود کتابی
- محمد اکرمیه
- حسین شهاب
- علی گلشن
- مصطفی کرمی
- ندا علی‌پور
- رحمان مقدم
- علیرضا فتحی
- افسانه مردانی
- مصطفی چمنی
- حامد اکرمیه
- سیامک نقدی
- مه‌سیما نوری
- مرتضی چمنی
- محرم بسیم
- مهوش وقاری
- محمد میرزاپور
- بهروز پیروزیان